# Gabriel Cohn-Bendit
Gabriel Cohn-Bendit (París, 14 de abril de  1936-Toulouse, 17 de diciembre de 2021) fue un pedagogo y activista político francés. En las décadas de los 60s y 70s frecuentó los círculos anarquistas y de extrema izquierda. En algún momento estuvo cerca de "Los Verdes" pero sin tener cargos de responsabilidad.

## Biografía
Nació en París, donde su padre de origen judío alemán llegó huyendo del nazismo; a diferencia de su hermano menor, Daniel Cohn-Bendit, Gabriel tuvo la nacionalidad francesa. Realizó una carrera en la educación como profesor de alemán en la localidad francesa de Saint-Nazaire.
Murió en Toulouse el 17 de diciembre de 2021 a los 85 años de edad.